# غابريال فارغاس
غابريال فارغاس (بالإسبانية: Gabriel Vargas)‏ (8 ديسمبر 1983 بكونثبثيون في تشيلي - ) هو مدرب كرة قدم ولاعب كرة قدم تشيلي في مركز الهجوم. لعب مع نادي أونيفرسيداد دي تشيلي ونادي كونسيبسيون ‏ وبويرتو مونت ‏ ونادي كوبريسال وأونيفرسيداد دي كونسيبسيون ‏.

## وصلات خارجية
- غابريال فارغاس على موقع قاعدة بيانات كرة القدم.إي يو (الإنجليزية)
- غابريال فارغاس على موقع Soccerway.com (الإنجليزية)
- غابريال فارغاس على موقع عالم كرة القدم.نت (الإنجليزية)
- غابريال فارغاس على موقع AS.com (الإسبانية)